# U-17-Fußball-Europameisterschaft 2014
Die Endrunde der 32. U-17-Fußball-Europameisterschaft fand vom 9. bis 21. Mai 2014 auf Malta statt. Es war die erste Endrunde eines UEFA-Wettbewerbs auf der Mittelmeerinsel und zugleich die letzte mit acht Mannschaften. Ab 2015 wird die Endrunde wieder – wie zuletzt 2002 – mit 16 Mannschaften ausgetragen. Alle UEFA-Mitgliedsverbände hatten sich um die Teilnahme beworben. Malta wurde neben den beiden Ausrichtern für 2015 und 2016 auf der Sitzung des UEFA-Exekutivkomitee am 20. März 2012 in Istanbul ausgewählt. Erstmals nahm Gibraltar, das vom UEFA-Exekutivkomitee am 1. Oktober 2012 als vorübergehendes Mitglied der UEFA bestätigt wurde, am Wettbewerb teil, konnte sich aber nicht für die Eliterunde qualifizieren.

## Qualifikation
Die erste Qualifikationsrunde, an der außer Gastgeber Malta alle Bewerber teilnahmen, wurde am 5. Dezember 2012 ausgelost. Deutschland erhielt vorab ein Freilos für die Eliterunde. Die übrigen 52 Mannschaften spielten in 13 Gruppen mit je vier Mannschaften, die Gruppenersten und -zweiten sowie der beste Gruppendritte qualifizierten sich für die Endrunde. Spanien und Gibraltar konnten gemäß einer Entscheidung des UEFA-Exekutivkomitees, nicht in die gleiche Gruppe gelost werden. Die Spiele fanden vom 21. September bis 19. November 2013 statt. 
Österreich und die Schweiz trafen in Gruppe 12, die vom 26. September bis 1. Oktober 2013 in Dänemark ausgetragen wurde noch auf Kasachstan.
Die Eliterunde, bei der in sieben Gruppen à vier Mannschaften die sieben Endrundenteilnehmer ermittelt werden, fand im Frühjahr 2014 statt. Deutschland setzte sich in Gruppe 5 mit zwei Siegen (4:0 gegen Georgien und 3:0 gegen Irland) und einem Unentschieden (1:1 gegen Serbien) als Tabellenerster durch. Die Schweiz konnte sich mit der gleichen Bilanz ebenfalls für die Endrunde qualifizieren (gegen Spanien, Russland und Wales). Österreich konnte sich nicht für die Endrunde qualifizieren (Gegner: Niederlande, Frankreich und Schweden). Die Türkei musste nach Punkt- und Torgleichstand beim entscheidenden Spiel nach einem 0:0 ins Elfmeterschießen gegen Polen. Dieses wurde mit 5:4 gewonnen.

## Modus der Endrunde
Die acht qualifizierten Mannschaften wurden auf zwei Gruppen zu je vier Mannschaften aufgeteilt. Innerhalb der Gruppen spielte jede Mannschaft einmal gegen jede andere. Die Gruppensieger und Gruppenzweiten erreichten das Halbfinale. Deren Sieger erreichten das Finale; Platz drei wurde nicht ausgespielt. Die reguläre Spielzeit betrug zweimal 40 Minuten. Ab dem Halbfinale folgte nach unentschiedenem Spielstand nach der regulären Spielzeit keine Verlängerung, sondern direkt im Anschluss ein Elfmeterschießen.

## Teilnehmer
An der Endrunde nahmen folgende acht Teams teil:
| - Malta - Schweiz - Türkei - Niederlande | - England - Deutschland - Schottland - Portugal |

## Austragungsorte
Die Endrundenspiele wurden in drei Stadien ausgetragen, dem Ta’ Qali Nationalstadion in Attard, dem Paolo’s Hibernians-Stadion in Paola und dem Gozo-Stadion auf Gozo. Die Halbfinals und das Finale wurden im Ta' Qali Nationalstadion ausgetragen.

## Vorrunde
Die Vorrunde wurde in zwei Gruppen mit jeweils vier Teams ausgetragen. Die zwei Gruppensieger und Zweitplatzierten qualifizierten sich für das Halbfinale. Bei Punktgleichheit entschied zuerst der direkte Vergleich und danach die Tordifferenz über die Rangfolge.
Die Gruppenphase wurde am 9. April 2014 um 19:00 Uhr ausgelost. Malta ist als Gastgeber als Team 1 der Gruppe A gesetzt. Die anderen Teams wurden willkürlich auf die Plätze B1, A2, B2, A3, B3, A4 und B4 gelost. Deutschland musste in Gruppe B gegen die Schweiz, Schottland und Portugal antreten.

### Gruppe A
| Pl. | Land        | Sp. | S | U | N | Tore    | Diff. | Punkte |
| --- | ----------- | --- | - | - | - | ------- | ----- | ------ |
| 1.  | Niederlande | 3   | 3 | 0 | 0 | 010:400 | +6    | 09     |
| 2.  | England     | 3   | 2 | 0 | 1 | 007:300 | +4    | 06     |
| 3.  | Türkei      | 3   | 1 | 0 | 2 | 007:700 | ±0    | 03     |
| 4.  | Malta       | 3   | 0 | 0 | 3 | 002:120 | −10   | 0      |

|                                          |   |             |           |
| Fr., 9. Mai 2014 in 11:00 Uhr in Attard  |   |             |           |
| Niederlande                              | – | Türkei      | 3:2 (0:0) |
| Fr., 9. Mai 2014 in 18:00 Uhr in Attard  |   |             |           |
| Malta                                    | – | England     | 0:3 (0:2) |
| Mo., 12. Mai 2014 in 11:15 Uhr auf Gozo  |   |             |           |
| England                                  | – | Türkei      | 4:1 (1:1) |
| Mo., 12. Mai 2014 in 15:15 Uhr auf Gozo  |   |             |           |
| Malta                                    | – | Niederlande | 2:5 (1:3) |
| Do., 15. Mai 2014 in 11:00 Uhr in Attard |   |             |           |
| Türkei                                   | – | Malta       | 4:0 (1:0) |
| Do., 15. Mai 2014 in 11:00 Uhr in Paola  |   |             |           |
| England                                  | – | Niederlande | 0:2 (0:1) |

### Gruppe B
| Pl. | Land        | Sp. | S | U | N | Tore    | Diff. | Punkte |
| --- | ----------- | --- | - | - | - | ------- | ----- | ------ |
| 1.  | Portugal    | 3   | 3 | 0 | 0 | 004:000 | +4    | 09     |
| 2.  | Schottland  | 3   | 2 | 0 | 1 | 004:300 | +1    | 06     |
| 3.  | Deutschland | 3   | 0 | 1 | 2 | 001:300 | −2    | 01     |
| 4.  | Schweiz     | 3   | 0 | 1 | 2 | 002:500 | −3    | 01     |

|                                          |   |             |           |
| Fr., 9. Mai 2014 in 11:15 Uhr auf Gozo   |   |             |           |
| Deutschland                              | – | Schweiz     | 1:1 (0:0) |
| Fr., 9. Mai 2014 in 15:15 Uhr auf Gozo   |   |             |           |
| Schottland                               | – | Portugal    | 0:2 (0:1) |
| Mo., 12. Mai 2014 in 18:00 Uhr in Paola  |   |             |           |
| Deutschland                              | – | Schottland  | 0:1 (0:0) |
| Mo., 12. Mai 2014 in 11:00 Uhr in Paola  |   |             |           |
| Schweiz                                  | – | Portugal    | 0:1 (0:0) |
| Do., 15. Mai 2014 in 18:00 Uhr in Attard |   |             |           |
| Portugal                                 | – | Deutschland | 1:0 (0:0) |
| Do., 15. Mai 2014 in 18:00 Uhr in Paola  |   |             |           |
| Schweiz                                  | – | Schottland  | 1:3 (1:0) |

## Finalrunde

### Halbfinale
|                             |   |            |           |
| So., 18. Mai 2014 in Attard |   |            |           |
| Niederlande                 | – | Schottland | 5:0 (2:0) |
| Portugal                    | – | England    | 0:2 (0:0) |

### Finale
|                             |   |         |                      |
| Mi., 21. Mai 2014 in Attard |   |         |                      |
| Niederlande                 | – | England | 1:1 (1:1), 1:4 i. E. |

## Beste Torschützen
| Rang | Spieler         | Tore |
| ---- | --------------- | ---- |
| 1    | Dominic Solanke | 4    |
|      | Jari Schuurman  | 4    |
| 3    | Faith Aktay     | 3    |
|      | Steven Bergwijn | 3    |
|      | Patrick Roberts | 3    |
|      | Calvin Verdonk  | 3    |

Hinzu kamen 6 Spieler mit zwei und 14 Spieler mit je einem Treffer.

## Mannschaft des Turniers
| Torhüter                     | Abwehr                                                                             | Mittelfeld                                                                          | Stürmer                                                   | Bester Spieler  |
| ---------------------------- | ---------------------------------------------------------------------------------- | ----------------------------------------------------------------------------------- | --------------------------------------------------------- | --------------- |
| Yanick van Osch Gregor Kobel | Jonjoe Kenny Tafari Moore Calvin Verdonk Joe Gomez Francisco Ferreira Lukas Boeder | Ryan Ledson Rúben Neves Aidan Nesbitt Jari Schuurman Renato Sanches Dimitri Oberlin | Steven Bergwijn Enes Ünal Alexandre Silva Patrick Roberts | Steven Bergwijn |

## Kader

### Deutschland
Tor: Timo Königsmann, Patrick Bade; Verteidiger: Robin Becker, Nicolas Clasen, Matthias Bader, Benedikt Gimber, Lukas Boeder, Patrick Kammerbauer; Mittelfeld: Damir Bektić, Max Besuschkow, Oğuzhan Aydoğan, Ole Käuper, David Sauerland; Angriff: Arianit Ferati, Benjamin Henrichs, Philipp Ochs, Finn Porath, Allessandro Fiore-Tapia. – Teamchef: Christian Wück.

### Schweiz
Tor: Gregor Kobel, Senad Mujovic; Verteidiger: Samir Bajrami, Tobias Schättin, Alban Selmanaj, Mirlind Kryeziu, Noah Loosli, Harun Alpsoy, Kevin Rüegg; Mittelfeld: Remo Arnold, Arxhend Cani, Djibril Sow, Dimitri Oberlin, Roberto Alves, Robin Huser, Dereck Kutesa; Angriff: Albian Ajeti, Boris Babic. – Teamchef: Yves Débonnaire.

## Schiedsrichter
| Schiedsrichter        | Jahrgang | Assistenten           | Jahrgang | Vierte Offizielle | Jahrgang |
| --------------------- | -------- | --------------------- | -------- | ----------------- | -------- |
| Alexander Harkam      | 1981     | Mesrop Ghasarjan      | 1982     | Clayton Pisani    | 1978     |
| Əliyar Ağayev         | 1987     | Dawid Tschigogidse    | 1989     | Alan Mario Sant   | 1980     |
| Jonathan Lardot       | 1984     | István Albert         | 1980     |                   |          |
| Aleksandrs Anufrijevs | 1984     | David Elias Biton     | 1978     |                   |          |
| Nikola Dabanović      | 1981     | Audrius Jagintavičius | 1984     |                   |          |
| Andreas Ekberg        | 1985     | Dag-Roger Nebben      | 1980     |                   |          |
|                       |          | Jure Praprotnik       | 1985     |                   |          |
|                       |          | Oleksandr Kornijko    | 1981     |                   |          |